# Tom Harrell

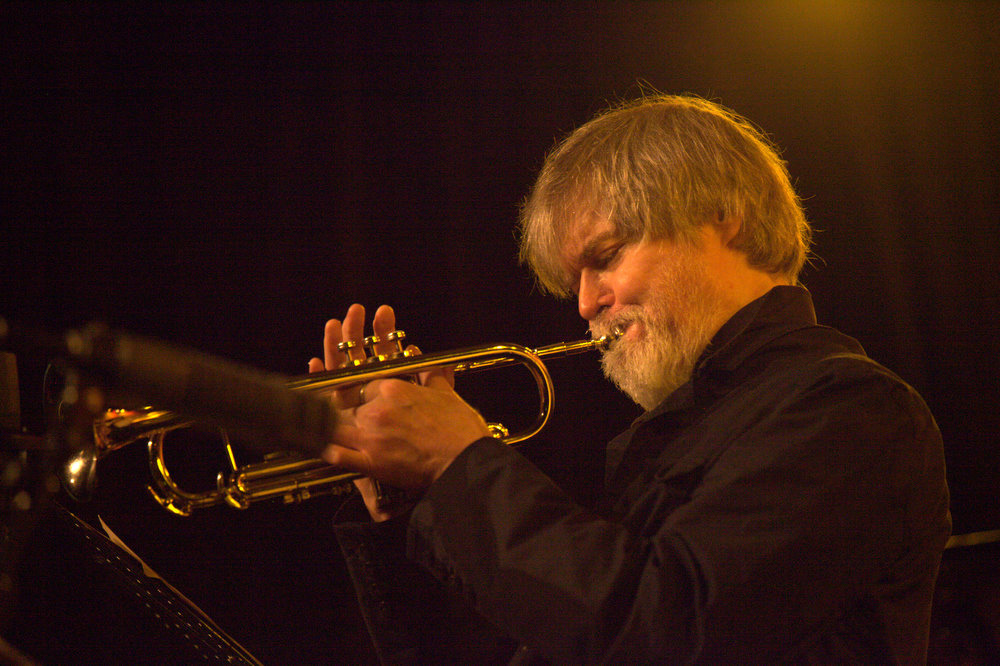
Tom Harrell (2011)

Tom Harrell (* 16. Juni 1946 in Urbana, Illinois) ist ein US-amerikanischer Jazztrompeter und Komponist. Neben der Trompete spielt er auch Flügelhorn.

## Leben und Wirken
Tom Harrell wurde in Urbana (Illinois) geboren und begann mit acht Jahren Trompete zu erlernen. Bald zog er mit seinen Eltern nach San Francisco. Dort trat er bereits mit 13 Jahren mit lokalen Bands auf. 1969 schloss er sein Studium an der Stanford University ab und wurde Mitglied in Stan Kentons Orchester, ging mit dem Orchester auf Tournee und nahm an Aufnahmen teil. Nachdem er Kentons Band verlassen hatte, spielte er bei der Woody Herman Big Band (1970–1971), Azteca (1972), dem Horace Silver Quintet (1973–1974), der Sam Jones Big Band, dem Lee Konitz Nonet (1979–1981), George Russell, dem Mel Lewis Orchestra (1981) und bei Charlie Hadens Liberation Music Orchestra. Zusätzlich machte er Aufnahmen mit Bill Evans, Dizzy Gillespie, Bob Brookmeyer, Lionel Hampton und anderen. Von 1983 bis 1989 war er ein zentrales Mitglied des Phil Woods Quintet, tourte durch die ganze Welt und absolvierte zahlreiche Aufnahmen. Phil Woods war es auch, der Harrell in seiner Arbeit als Komponist bestärkte:

„Obwohl ich schon eine Solokarriere verfolgte, als ich bei Phil Woods spielte, war er es, der mich ermutigte, eigene Stücke zu schreiben.“

Seit 1989 hat er eine eigene Band, meist in einer Quintett-Formation, gelegentlich auch in Big-Band-Besetzung. Es gibt kaum einen wichtigen Jazzclub oder ein Jazz-Festival, wo er nicht aufgetreten ist. Er nahm für zahlreiche Jazz-Labels auf, unter anderem Pinnacle, Blackhawk, Criss Cross, SteepleChase, Contemporary Records, Chesky und RCA. Für seine Plattenaufnahmen konnte er als Sidemen Musiker wie Kenny Garrett, Kenny Barron, John Scofield, Joe Lovano, Danilo Pérez, Leon Parker, Billy Hart, Charlie Haden, Reggie Johnson oder Art Farmer gewinnen. Die beiden Veröffentlichungen Light On aus dem Jahr 2007 und Prana Dance aus 2009 spielte Harrell in Quintett-Besetzung zusammen mit Wayne Escoffery (Tenorsaxophon), Danny Grissett (Fender Rhodes und Klavier), Ugonna Okegwo (Bass) und Johnathan Blake (Schlagzeug) ein.
Tom Harrell hat abseits der Bühne mit einer schweren Beeinträchtigung zu kämpfen, da er an einer Schizophrenie-Erkrankung leidet. Seine Ehefrau, Angela Harrell, die auf Moving Picture auch als Co-Produzentin firmiert, ermöglichte ihm, die Beeinträchtigungen zu überwinden und seinen Musikerberuf fortzuführen.
Im September 2016 erschien das Album Something Gold, Something Blue, allesamt bis auf den Klassiker Body and Soul Eigenkompositionen, bei dem er eng mit Ambrose Akinmusire zusammenarbeitete. Das 2017 in Quartett-Besetzung (mit Adam Cruz dr, Danny Grissett p, Ugonna Okegwo b) wiederum auf HighNote Records herausgebrachte Album Moving Picture stellte er im Jahr 2018 auch in einer kleinen Europatournee, unter anderem in Berlin und Münster, vor; der Auftritt im Berliner Quasimodo wurde mitgeschnitten und am 28. Mai 2018 in der Reihe In Concert von Deutschlandfunk Kultur gesendet.

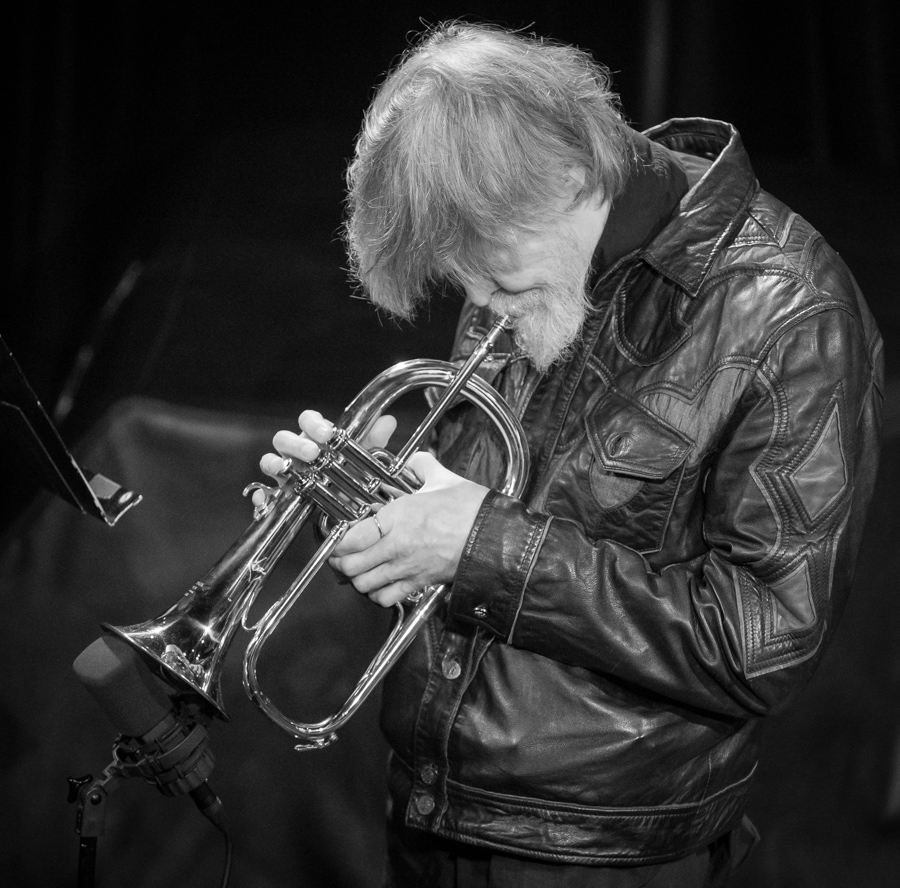
Tom Harrell (2017)

## Diskographie (Auswahl)
- Phil Woods: Heaven (Evidence, 1986), mit Hal Galper, Steve Gilmore und Bill Goodwin
- Jim Hall: Dialogues (Telarc, 1995), mit Bill Frisell, Gil Goldstein, Joe Lovano und Mike Stern
- Sail Away (Original Jazz Classics, 2003, Aufnahme 1989), mit James Williams, Ray Drummond und Adam Nussbaum
- Joe Lovano: Live at the Village Vanguard (Blue Note, 1996), mit Christian McBride, Lewis Nash, Billy Hart, Mulgrew Miller und Anthony Cox
- Light On (Highnote Records, 2007), mit Wayne Escoffery, Danny Grissett, Ugonna Okegwo und Johnathan Blake
- Prana Dance (Highnote Records, 2009), mit Wayne Escoffery, Danny Grissett, Ugonna Okegwo und Johnathan Blake
- The Time of the Sun (HighNote Records, 2011)
- Number Five (HighNote Records, 2012)
- Colors of a Dream (HighNote Records, 2013)
- Something Gold, Something Blue (2016) mit Ambrose Akinmusire
- Moving Picture (HighNote Records, 2017) mit Adam Cruz, Danny Grissett, Ugonna Okegwo
- Infinity (HighNote Records, 2019) mit Mark Turner, Charles Altura, Ben Street, Johnathan Blake

## Lexikalischer Eintrag
- Ian Carr, Digby Fairweather, Brian Priestley: Rough Guide Jazz. Der ultimative Führer zum Jazz. 1800 Bands und Künstler von den Anfängen bis heute. 2., erweiterte und aktualisierte Auflage. Metzler, Stuttgart/Weimar 2004, ISBN 3-476-01892-X.